# Experiment

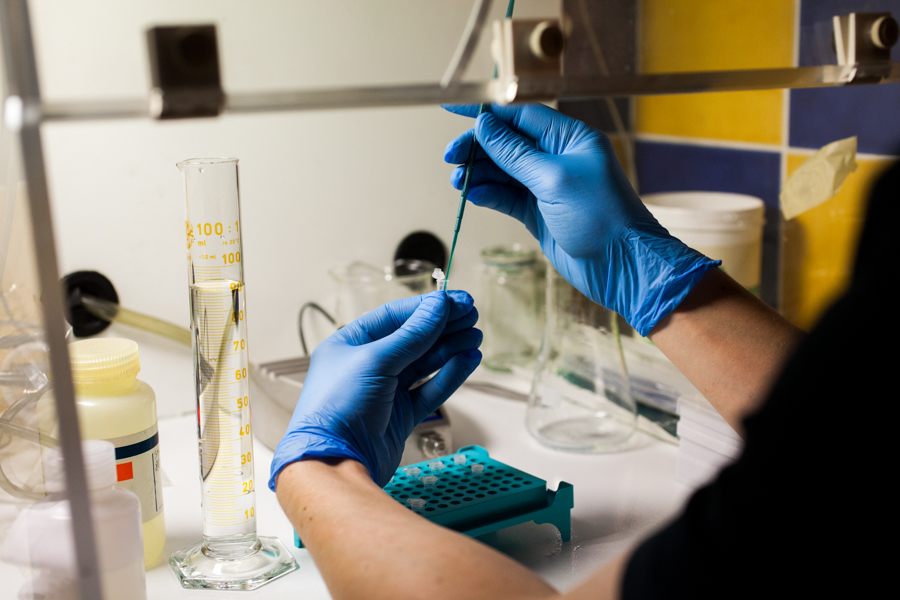
Voorbereiding van een experiment in een biologische veiligheidswerkkast

Een experiment of proef is een zorgvuldig opgezette en nauwkeurige observatie van een stukje werkelijkheid dat kan worden uitgevoerd om een wetenschappelijke hypothese te testen. Volgens Popper zou dit met een cruciale test moeten. Volgens de Duhem-Quinestelling is dit niet mogelijk.
Een experiment is een vorm van empirisch onderzoek naar een oorzaak die altijd het gevolg van een voorafgaande waargenomen gebeurtenis.

## Algemeen
Experimenten kunnen eenvoudig tot zeer ingewikkeld zijn en nauwkeurige apparatuur benodigen. Ze worden dan onder gecontroleerde omstandigheden in laboratoria uitgevoerd. 
Een relatief eenvoudige hypothese (bijvoorbeeld de zwaartekracht trekt alles naar beneden) kan vaak door eenvoudige thuisexperimenten worden getest; het uitvoeren van zulke experimenten kan het inzicht in en begrip van natuurwetenschappelijke wetten vergroten.
Niet alleen in de natuurwetenschappen maar in vrijwel alle wetenschappen worden experimenten gebruikt: met hulp van experimenten worden bijvoorbeeld sociologische theorieën over het gedrag van groepen mensen, en medische theorieën over gezondheid en geneeskunde onderzocht. Psychologische experimenten worden opgezet om het (verschil in) gedrag van mensen (proefpersonen) te observeren in gecontroleerde situaties.
Experimenten kunnen deel uitmaken van een onderzoek: een serie experimenten met een gemeenschappelijk doel.
In een experiment wordt nagegaan of wat er in theorie wordt verwacht, ook echt in de praktijk gebeurt. Als de theorie de waarnemingen niet kan verklaren, moet ofwel de theorie aangepast ofwel helemaal vervangen worden.
In experimentele designs manipuleert de onderzoeker onder gecontroleerde omstandigheden de onafhankelijke variabele onder meer door met experimentele en controlegroepen te werken waarbij de proefsubjecten via een toevalsverdeling (randomisering) in die groepen terechtkomen.

## Soorten experimenten

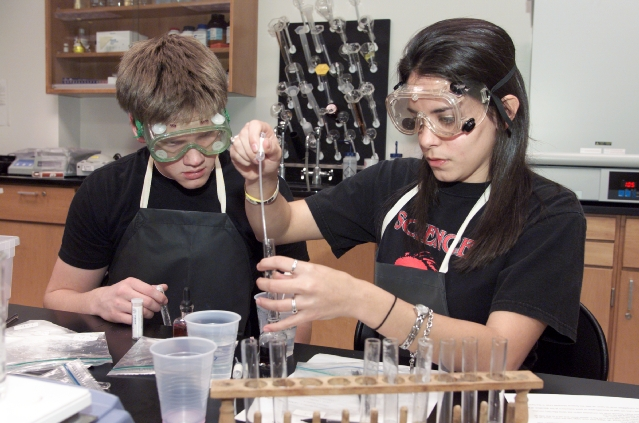
Op de Nationale Wetenschap Olympiade in Houston (VS) in 2004 tonen scholieren hun kennis met enige experimenten

Vooral in de sociale wetenschappen en gedragswetenschappen wordt slechts zelden gebruikgemaakt van zuivere experimenten daar deze veel tijd of geld kosten. Daarom zal men met zwakkere onderzoeksopzet werken:
- zuiver experiment
- quasi-experiment
- pre-experiment
- correlationele studie